# مقياس التقييم السلوكي لحديثي الولادة
مقياس التقييم السلوكي لحديثي الولادة (NBAS)، الذي يُعرف أيضًا باسم مقياس برازلتون لتقييم الحديثي الولادة (BNAS)، تم تطويره عام 1973 بواسطة الدكتور تي بيري برازلتون وزملائه. ويهدف هذا الاختبار إلى تقديم مؤشر لقدرات الأطفال حديثي الولادة ويتم إجراؤه عادة على الأطفال الذين تتراوح أعمارهم من 3 أيام إلى 4 أسابيع. وكان هذا النهج أسلوبًا مبتكرًا لتأكيد أن الطفل هو كائن حي متطور للغاية، حتى عندما ولادته. ويصف الملف التعريفي نقاط القوة والاستجابات التكيفية ونقاط الضعف المحتملة للطفل. وقد تساعد هذه المعرفة والدان على تطوير إستراتيجيات مناسبة لتقديم الرعاية لتعزيز علاقتهما الأولية مع الطفل.
ويبلغ مجموع درجات مقياس برازلتون 47 درجة، 27 درجة منها تتعلق بالجوانب السلوكية و20 درجة تخص الاستجابات المستثارة. وتقيس هذه الدرجات مجموعة متنوعة من المجالات بما في ذلك الجوانب العصبية والاجتماعية والسلوكية للأداء الوظيفي للطفل حديث الولادة." علاوة على ذلك، يتم تقيم عوامل مثل الاستجابات للضغط وردود الفعل للترويع والعناق والنضج الحركي والقدرة على ترويض المحفزات الحسية والتنسيق بين اليد والفم."
وكانت الصلاحية الناتجة لقياس برازلتون إيجابية للغاية، حيث قدمت قاعدة بحثية كبيرة. لقد تم استخدام هذا المقياس على نطاق واسع كأداة بحثية وكذلك كأداة تشخيصية لأغراض خاصة. وفيما يلي قائمة بمشروعات بحثية متنوعة طبقت مقياس برازلتون:
- «تم استخدامه لتقييم آثار انخفاض الوزن عند الولادة بالنسبة للأطفال الخدج»[1]
- «يُستخدم لدراسة آثار تعاطي الكوكايين خلال فترة الحمل»[1]
- «تناول الكحول قبل الولادة»[1]
- «نقص الحديد قبل الولادة»[1]
- «مزاج الأم قبل الولادة»[1]
- «مستويات دوبامين الأمهات قبل الولادة»[1]
- «العوامل البيئية»[1]
- «العلاقة بين الوالدين والرضيع»[1]
- «الفروق بين الجنسين في المواليد الجدد»[1]
- «الأطفال حديثو الولادة المعرضون لمخاطر عالية»[1]

وعلى الرغم من الآثار الإيجابية لمقياس برازلتون، إلا أنه ينطوي على بعض العيوب. أكبر هذه العيوب هو أنه لا توجد قواعد متاحة. لذلك، عندما يقول الباحثون واختصاصيو الفحص إن أحد الأطفال الرضع سجل درجات أعلى من طفل رضيع آخر، فليست هناك عينة قياسية يتم الاحتكام لها. علاوة على ذلك، فإن الدرجات غير مفهومة بشكل تام؛ إذ يُطلب إجراء مزيد من الاختبارات. أما بالنسبة لصلاحية المقياس، فإنه يتمتع «بصلاحية تنبئية وبنيوية موثقة توثيقًا ضعيفًا.» كما أنه لا يقوم بعمل جيد في التنبؤ بالذكاء المتأخر على الرغم من أنه من المفترض أن يقوم المقياس بتقييم «دور الطفل الرضيع في العلاقة الاجتماعية بين الأم والطفل» التي يُفترض أن تسجيل درجات عالية بشأنها يشير إلى «ارتفاع مستويات الذكاء.» بالإضافة إلى ذلك، فإن موثوقية اختبار-إعادة الاختبار ضعيفة للغاية وغير مستقرة بشكل عام بالنسبة للمشاركين ممن تقل أعمارهم عن 8 سنوات.
ولذلك، فإن قيمة الاختبار تكون في كونه كأداة بحثية واختبار تكميلي لإجراءات الفحص الطبي. ولكن بالنسبة لكونه مؤشرًا للذكاء المستقبلي، فإن أداءه غير مرضٍ للغاية. ولهذا السبب، يتساءل البعض عن الجوانب الفعلية التي يقيمها المقياس.
يُعد التدريب ضروريًا للإدارة الفعالة والموثوق بها لمقياس التقييم السلوكي لحديثي الولادة.

## وصلات خارجية
- The Brazleton Institute نسخة محفوظة 25 مايو 2013 على موقع واي باك مشين.